# Umberto Fracchia
Umberto Fracchia, född 5 april 1889 i Lucca, död 1930 i Rom, var en italiensk författare.
Fracchia debuterade med romanen Perduto amore (1921), följd av Angela (1923) och Stella del nord (1929) samt novellsamlingen Piccola gente di città (1925), arbeten rika på psykologisk kunskap och ypperligt skrivna, men något tunga. Som grundläggare 1925, och senare som medredaktör för den betydande veckotidningen La Fiera Letteraria (senare namnbyte till L'Italia Letteraria), uträttade Fracchia mycket för den litterära kulturens återväckande i Italien.